# 5e Bataillon des services
Le 5e Bataillon des services (5e Bon Svc), parfois appelé le 5e Bataillon des services du Canada (5e Bon Svc du Can), est une unité de soutien tactique de l'Armée canadienne des Forces armées canadiennes. Il fait partie du 5e Groupe-brigade mécanisé du Canada au sein de la 2e Division du Canada et est basé sur la base des Forces canadiennes (BFC) Valcartier au Québec. Son rôle est de fournir des services de deuxième et de troisième ligne aux unités de la zone d'opération de la 2e Division du Canada, c'est-à-dire le Québec. Il s'agit également d'une unité déployable pour les opérations expéditionnaires. Le 5e Bon Svc est composé d'un quartier général et de quatre compagnies fonctionnelles : une compagnie de transport, une compagnie d'approvisionnement, une compagnie de maintenance ainsi qu'un compagnie de commandement et services (C&S). Cette dernière fournit le soutien de première ligne au bataillon tandis que les autres compagnies fournissent les services de soutien au combat de deuxième et de troisième ligne aux unités de la 2e Division du Canada.

## Histoire
Le 5e Bataillon des services (5 Bon Svc) a été formé officiellement le 1er septembre 1968. Cela dit, on peut tracer les racines de l'unité jusqu'au début de la Première Guerre mondiale au travers l'histoire de ses compagnies fonctionnelles.

## Structure
L'état-major de l'unité est responsable du commandement et contrôle de l'unité, de la planification et de la coordination des opérations de soutien, de la conception et de l'émission des ordres pour les compagnies, et de la liaison avec les organisations soutenues. L'état-major comprend une cellule des opérations, une cellule d'entraînement, la salle des rapports, et l'équipe de commandement, incluant le commandant et le sergent-major régimentaire, le commandant adjoint et le capitaine adjudant.
La compagnie de Transport est responsable de fournir les services de transport de deuxième et de troisième ligne et les services de mouvements. La deuxième plus grande compagnie, elle est organisée en quatre pelotons. Les tâches exécutées par la compagnie comprennent le transport du matériel et du personnel, les services de ravitaillement, et la planification et le contrôle des mouvements.
La compagnie d'approvisionnement est la troisième plus grande compagnie du bataillon. Elle est organisée en cinq pelotons. La compagnie offre une variété de services essentiels aux unités soutenues tant en garnison que lors des opérations déployées.
La compagnie de maintenance est la plus grande des compagnies du bataillon. Elle fournit les services de deuxième et de troisième ligne de réparation et de récupération aux dépendances en garnison et au cours des déploiements. Elle se compose d'un état-major, d'un peloton de véhicules, d'un peloton auxiliaire et d'un peloton d'entraînement.
La compagnie de commandement et services est composée d'un peloton d'état-major, d'un peloton de maintenance, d'un peloton de transport, d'un peloton logistique, et d'un peloton des transmissions. Le rôle de la compagnie de commandement et des services est d'offrir le soutien de première ligne efficace aux autres compagnies du 5 Bon Svc et tous les éléments extérieurs qui sont attachés à l'unité.

## Opérations
| Opération           | Lieu         | Année(s)    |
| ------------------- | ------------ | ----------- |
| Opération Hestia    | Haïti        | 2010        |
| Opération Archer    | Afghanistan  | 2005 à 2011 |
| Opération Athéna    | Afghanistan  | 2005 à 2011 |
| Opération Apollo    | Afghanistan  | 2001 à 2003 |
| Opération Palladium | Bosnie       | 1995 à 2004 |
| Opération Mandarin  | Croatie      | 1992 à 1995 |
| Opération Harmony   | Croatie      | 1992 à 1995 |
| Opération Danaca    | Moyen-Orient | 1974 à 2006 |
| Opéraiton Snowgoose | Chypre       | 1964 à 1993 |

| Opération              | Description                                             | Date(s)                 |
| ---------------------- | ------------------------------------------------------- | ----------------------- |
| Opération Lotus        | Inondation de la rivière Richelieu                      | Mai 2011                |
| Opération Podium       | Les Jeux olympiques à Vancouver en Colombie-Britannique | Hiver 2010              |
| Opération Grizzly      | Le sommet des chefs du G8 à Kananaskis en Alberta       | Été 2002                |
| Opération Récupération | La tempête de verglas dans la région de Montréal        | Janvier et février 1998 |